# Parafia św. Jacka Odrowąża w Legnicy
Parafia pw. św. Jacka Odrowąża w Legnicy znajdowała się do 2016  w dekanacie legnickim katedralnym w Diecezji legnickiej. Obecnie podlega pod dekanat Legnica Wschód. Jej proboszczem jest ks. dr Andrzej Ziombra. Obsługiwana przez księży diecezjalnych. Erygowana 1 marca 1972. Mieści się przy ulicy Nadbrzeżnej.

## Cud eucharystyczny
10 kwietnia 2016 biskup legnicki, Zbigniew Kiernikowski, wydał komunikat w sprawie wydarzenia mającego znamiona cudu eucharystycznego, do którego doszło 25 grudnia 2013 w kościele św. Jacka w Legnicy.

## Lista proboszczów
- 1972–1997 – ks. Tadeusz Kisiński[3]
- 1997–2011 – ks. Robert Kristman
- od 2011 – ks. dr Andrzej Ziombra